# Collegio di Nottingham East
Nottingham East è un collegio elettorale inglese situato nel Nottinghamshire, nelle Midlands Orientali, e rappresentato alla Camera dei comuni del Parlamento del Regno Unito. Elegge un membro del parlamento con il sistema maggioritario a turno unico; l'attuale parlamentare è Nadia Whittome, eletta con il Partito Laburista nel 2019.

## Estensione

Nottingham East dal 2010 al 2024

Il collegio copre la parte nord-orientale della città di Nottingham; comprende i quartieri di Mapperley, Carrington e Sherwood, e le aree centrali di Hyson Green, St Ann's e Sneinton.
- 1885–1918: i ward del Borough di Nottingham di Byron, Manvers, Mapperley, Robin Hood e St Ann's.
- 1918–1950: i ward del County Borough di Nottingham di Byron, Manvers, Mapperley e St Mary's.
- 1950–1955: i ward del County Borough di Nottingham di Byron, Manvers, Mapperley e St Ann's.
- 1974–1983: i ward del County Borough di Nottingham di Bridge, Lenton, Manvers, Market, St Ann's e Trent.
- 1983–2010: i ward della città di Nottingham di Basford, Forest, Greenwood, Manvers, Mapperley, Radford, St Ann's, Sherwood eTrent.
- 2010-2024: i ward della città di Nottingham di Arboretum, Berridge, Dales, Mapperley, St Ann's e Sherwood.
- dal 2024: i ward della città di Nottingham di Berridge, Castle, Dales, Hyson Green and Arboretum, Mapperley, St Ann's e Sherwood.[1]

## Membri del parlamento
| Elezione | Elezione        | Membro                | Partito               |
| -------- | --------------- | --------------------- | --------------------- |
|          | 1885            | Arnold Morley         | Liberale              |
|          | 1895            | Edward Bond           | Conservatore          |
|          | 1906            | Henry Cotton          | Liberale              |
|          | Gen 1910        | James Morrison        | Conservatore          |
| 1912 (S) | John David Rees |                       | Conservatore          |
| 1922     | John Houfton    |                       | Conservatore          |
|          | 1923            | Norman Birkett        | Liberale              |
|          | 1924            | Edmund Brocklebank    | Conservatore          |
|          | 1929            | Norman Birkett        | Liberale              |
|          | 1931            | Louis Gluckstein      | Conservatore          |
|          | 1945            | James Harrison        | Laburista             |
|          | 1950            | Collegio abolito      | Collegio abolito      |
|          | Feb 1974        | Collegio ri-istituito | Collegio ri-istituito |
|          | Feb 1974        | Jack Dunnett          | Laburista             |
|          | 1983            | Michael Knowles       | Conservatore          |
|          | 1992            | John Heppell          | Laburista             |
| 2010     | Chris Leslie    | Laburista Co-Op       |                       |
|          | Chris Leslie    | 2019                  | Change UK             |
|          | 2019            | Nadia Whittome        | Laburista             |

## Elezioni

### Elezioni negli anni 2020
| Partito                    | Partito                                | Candidato                  | Risultati 4 luglio 2024 | Risultati 4 luglio 2024 |
| Partito                    | Partito                                | Candidato                  | Voti                    | %                       |
| -------------------------- | -------------------------------------- | -------------------------- | ----------------------- | ----------------------- |
|                            | Laburista                              | Nadia Whittome             | 19 494                  | 53,55                   |
|                            | Verdi                                  | Rosey Palmer               | 4 332                   | 11,90                   |
|                            | Conservatore                           | Johno Lee                  | 3 925                   | 10,78                   |
|                            | Reform UK                              | Debbie Stephens            | 3 578                   | 9,83                    |
|                            | Workers                                | Issan Ghazni               | 2 465                   | 6,77                    |
|                            | Lib Dem                                | Anita Prabhaker            | 1 741                   | 4,78                    |
|                            | Indipendente                           | Naveed Rashid              | 494                     | 1,36                    |
|                            | Indipendente                           | Ali Khan                   | 372                     | 1,02                    |
|                            |                                        |                            |                         |                         |
| Iscritti                   | Iscritti                               | Iscritti                   | 69 395                  | 100,00                  |
| ↳ Votanti (% su iscritti)  | ↳ Votanti (% su iscritti)              | ↳ Votanti (% su iscritti)  | 36 401                  | 52,45                   |
| ↳ Astenuti (% su iscritti) | ↳ Astenuti (% su iscritti)             | ↳ Astenuti (% su iscritti) | 32 994                  | 47,55                   |
|                            |                                        |                            |                         |                         |
|                            | Esito: collegio confermato a Laburista |                            |                         |                         |

### Elezioni negli anni 2010
| Partito                    | Partito                                | Candidato                  | Risultati 12 dicembre 2019 | Risultati 12 dicembre 2019 |
| Partito                    | Partito                                | Candidato                  | Voti                       | %                          |
| -------------------------- | -------------------------------------- | -------------------------- | -------------------------- | -------------------------- |
|                            | Laburista                              | Nadia Whittome             | 25 735                     | 64,33                      |
|                            | Conservatore                           | Victoria Stapleton         | 8 342                      | 20,85                      |
|                            | Lib Dem                                | Robert Swift               | 1 954                      | 4,88                       |
|                            | Change UK                              | Chris Leslie               | 1 447                      | 3,62                       |
|                            | Brexit                                 | Damian Smith               | 1 343                      | 3,36                       |
|                            | Verdi                                  | Michelle Vacciana          | 1 183                      | 2,96                       |
|                            |                                        |                            |                            |                            |
| Iscritti                   | Iscritti                               | Iscritti                   | 66 262                     | 100,00                     |
| ↳ Votanti (% su iscritti)  | ↳ Votanti (% su iscritti)              | ↳ Votanti (% su iscritti)  | 40 004                     | 60,37                      |
| ↳ Astenuti (% su iscritti) | ↳ Astenuti (% su iscritti)             | ↳ Astenuti (% su iscritti) | 26 258                     | 39,63                      |
|                            |                                        |                            |                            |                            |
|                            | Esito: collegio confermato a Laburista |                            |                            |                            |

| Partito                    | Partito                                         | Candidato                  | Risultati 8 giugno 2017 | Risultati 8 giugno 2017 |
| Partito                    | Partito                                         | Candidato                  | Voti                    | %                       |
| -------------------------- | ----------------------------------------------- | -------------------------- | ----------------------- | ----------------------- |
|                            | Laburista Co-Op                                 | Chris Leslie               | 28 102                  | 71,46                   |
|                            | Conservatore                                    | Simon Murray               | 8 512                   | 21,64                   |
|                            | Lib Dem                                         | Barry Holliday             | 1 003                   | 2,55                    |
|                            | UKIP                                            | Robert Hall-Palmer         | 817                     | 2,08                    |
|                            | Verdi                                           | Kat Boettge                | 698                     | 1,77                    |
|                            | Elvis and the Yeti Himalayan Preservation Party | David Bishop               | 195                     | 0,50                    |
|                            |                                                 |                            |                         |                         |
| Iscritti                   | Iscritti                                        | Iscritti                   | 61 737                  | 100,00                  |
| ↳ Votanti (% su iscritti)  | ↳ Votanti (% su iscritti)                       | ↳ Votanti (% su iscritti)  | 39 327                  | 63,70                   |
| ↳ Astenuti (% su iscritti) | ↳ Astenuti (% su iscritti)                      | ↳ Astenuti (% su iscritti) | 22 410                  | 36,30                   |
|                            |                                                 |                            |                         |                         |
|                            | Esito: collegio confermato a Laburista Co-Op    |                            |                         |                         |

| Partito                    | Partito                                      | Candidato                  | Risultati 7 maggio 2015 | Risultati 7 maggio 2015 |
| Partito                    | Partito                                      | Candidato                  | Voti                    | %                       |
| -------------------------- | -------------------------------------------- | -------------------------- | ----------------------- | ----------------------- |
|                            | Laburista Co-Op                              | Chris Leslie               | 19 208                  | 54,55                   |
|                            | Conservatore                                 | Garry Hickton              | 7 314                   | 20,77                   |
|                            | UKIP                                         | Fran Loi                   | 3 501                   | 9,94                    |
|                            | Verdi                                        | Antonia Zenkevitch         | 3 473                   | 9,86                    |
|                            | Lib Dem                                      | Tad Jones                  | 1 475                   | 4,19                    |
|                            | Indipendente                                 | Seb Soar                   | 141                     | 0,40                    |
|                            | Indipendente                                 | James Stephenson           | 97                      | 0,28                    |
|                            |                                              |                            |                         |                         |
| Iscritti                   | Iscritti                                     | Iscritti                   | 60 496                  | 100,00                  |
| ↳ Votanti (% su iscritti)  | ↳ Votanti (% su iscritti)                    | ↳ Votanti (% su iscritti)  | 35 209                  | 58,20                   |
| ↳ Astenuti (% su iscritti) | ↳ Astenuti (% su iscritti)                   | ↳ Astenuti (% su iscritti) | 25 287                  | 41,80                   |
|                            |                                              |                            |                         |                         |
|                            | Esito: collegio confermato a Laburista Co-Op |                            |                         |                         |

| Partito                    | Partito                                      | Candidato                  | Risultati 6 maggio 2010 | Risultati 6 maggio 2010 |
| Partito                    | Partito                                      | Candidato                  | Voti                    | %                       |
| -------------------------- | -------------------------------------------- | -------------------------- | ----------------------- | ----------------------- |
|                            | Laburista Co-Op                              | Chris Leslie               | 15 022                  | 45,37                   |
|                            | Lib Dem                                      | Sam Boote                  | 8 053                   | 24,32                   |
|                            | Conservatore                                 | Ewan Lamont                | 7 846                   | 23,70                   |
|                            | UKIP                                         | Pat Wolfe                  | 1 138                   | 3,44                    |
|                            | Verdi                                        | Benjamin Hoare             | 928                     | 2,80                    |
|                            | Cristiano                                    | Parvaiz Sardar             | 125                     | 0,38                    |
|                            |                                              |                            |                         |                         |
| Iscritti                   | Iscritti                                     | Iscritti                   | 58 709                  | 100,00                  |
| ↳ Votanti (% su iscritti)  | ↳ Votanti (% su iscritti)                    | ↳ Votanti (% su iscritti)  | 33 112                  | 56,40                   |
| ↳ Astenuti (% su iscritti) | ↳ Astenuti (% su iscritti)                   | ↳ Astenuti (% su iscritti) | 25 597                  | 43,60                   |
|                            |                                              |                            |                         |                         |
|                            | Esito: collegio confermato a Laburista Co-Op |                            |                         |                         |

### Elezioni negli anni 2000
| Partito                    | Partito                                | Candidato                  | Risultati 5 maggio 2005 | Risultati 5 maggio 2005 |
| Partito                    | Partito                                | Candidato                  | Voti                    | %                       |
| -------------------------- | -------------------------------------- | -------------------------- | ----------------------- | ----------------------- |
|                            | Laburista                              | John Heppell               | 13 787                  | 45,82                   |
|                            | Lib Dem                                | Issan Ghazni               | 6 848                   | 22,76                   |
|                            | Conservatore                           | Jim Thornton               | 6 826                   | 22,68                   |
|                            | Verdi                                  | Ashley Baxter              | 1 517                   | 5,04                    |
|                            | UKIP                                   | Anthony Ellwood            | 740                     | 2,46                    |
|                            | Unità Socialista                       | Pete Radcliff              | 373                     | 1,24                    |
|                            |                                        |                            |                         |                         |
| Iscritti                   | Iscritti                               | Iscritti                   | 60 667                  | 100,00                  |
| ↳ Votanti (% su iscritti)  | ↳ Votanti (% su iscritti)              | ↳ Votanti (% su iscritti)  | 30 091                  | 49,60                   |
| ↳ Astenuti (% su iscritti) | ↳ Astenuti (% su iscritti)             | ↳ Astenuti (% su iscritti) | 30 576                  | 50,40                   |
|                            |                                        |                            |                         |                         |
|                            | Esito: collegio confermato a Laburista |                            |                         |                         |

| Partito                    | Partito                                | Candidato                  | Risultati 7 giugno 2001 | Risultati 7 giugno 2001 |
| Partito                    | Partito                                | Candidato                  | Voti                    | %                       |
| -------------------------- | -------------------------------------- | -------------------------- | ----------------------- | ----------------------- |
|                            | Laburista                              | John Heppell               | 17 530                  | 58,96                   |
|                            | Conservatore                           | Richard Allan              | 7 210                   | 24,25                   |
|                            | Lib Dem                                | Tim Ball                   | 3 874                   | 13,03                   |
|                            | Alleanza Socialista                    | Pete Radcliff              | 1 117                   | 3,76                    |
|                            |                                        |                            |                         |                         |
| Iscritti                   | Iscritti                               | Iscritti                   | 65 342                  | 100,00                  |
| ↳ Votanti (% su iscritti)  | ↳ Votanti (% su iscritti)              | ↳ Votanti (% su iscritti)  | 29 731                  | 45,50                   |
| ↳ Astenuti (% su iscritti) | ↳ Astenuti (% su iscritti)             | ↳ Astenuti (% su iscritti) | 35 611                  | 54,50                   |
|                            |                                        |                            |                         |                         |
|                            | Esito: collegio confermato a Laburista |                            |                         |                         |

## Risultati dei referendum

### Referendum sulla permanenza del Regno Unito nell'Unione europea del 2016
|             | Collegio        | Lasciare UE % | Rimanere in UE % |
| ----------- | --------------- | ------------- | ---------------- |
|             | Nottingham East | 42,9%         | 57,1%            |
|             | Inghilterra     | 53,3%         | 46,7%            |
| Regno Unito | 51,9%           | 48,1%         |                  |